# سازمان زیباسازی شهر تهران
سازمان زیباسازی شهر تهران سازمانی وابسته به شهرداری تهران و از نظر مالی و اداری مستقل است که در زمینه بهسازی و حفظ هویت محیط شهری در جهت ارتقاء کیفیت زیست شهری فعالیت می‌کند.
به منظور زیبایی شهر تهران و اجرای طرح‌های زیباسازی، سازمان زیباسازی شهر تهران با تصویب اساسنامه‌ای که در تاریخ ۲۵ اسفند ۱۳۵۴ به تصویب شهر رسید، تشکیل و تحت نظر شهرداری تهران و به صورت یکی از موسسات وابسته به آن فعالیت خود را آغاز نمود. در تاریخ ۵ تیر ۱۳۶۴ طی اساسنامه‌ای جدید نام اداره کل ایمنی و آموزش ترافیک به سازمان زیباسازی تغییر نام داد. متعاقباً به منظور استقلال هر چه بیشتر سازمان و سرعت بخشیدن به امور طرح‌های مرتبط با زیباسازی شهر تهران (به استناد ماده ۸۴ قانون شهرداری) اساسنامه جدید در تاریخ ۲۶ اردیبهشت ۱۳۷۰ به تصویب وزارت کشور رسید.
ریاست این سازمان از ۸ آبان ۱۴۰۲ بر عهده مهدی مذهبی است.

## اهداف و چشم‌اندازها
1. شناسائی بافت تاریخی شهر تهران.
2. کوشش در جهت اعاده هویت معماری سنتی و اسلامی در شهر تهران با همکاری سازمان‌های ذیربط.
3. طراحی، برنامه‌ریزی، سیاست‌گذاری و آموزش و همچنین تجهیز واحدها در مناطق شهرداری تهران.
4. تهیه طرح‌های مربوط به برگزاری اعیاد و جشن‌های مذهبی و میهنی با هماهنگی وزارت فرهنگ و ارشاد اسلامی و سایر سازمان‌ها و ارگان‌های مربوطه.
5. مطالعه، بررسی و تهیه طرح پیرامون نماهای ساختمان‌های شهر با توجه به مقررات و فرهنگ اسلامی و سنتی.
6. طراحی ساخت تابلوها و علائم هدایتی، جهت‌نما، پلاک منازل، معابر، بزرگراه‌ها و همچنین طراحی ساخت سرپناه ایستگاه‌های اتوبوس.
7. طراحی آب‌نماها و حجم‌های نمادین و پانل‌های تبلیغاتی، پیاده‌روها و کلیه کیوسک‌های منصوبه در شهر اعم از تلفن، پست، گلدان، ظروف زباله و سایر نیازهای شهری.
8. بررسی و تعیین رنگ‌های مناسب جهت وسائل نقلیه عمومی.
9. طراحی ساخت وسایل بازی کودکان در پارک‌ها و شهرک‌های بازی.
10. تدوین استانداردهای مربوط به تابلوهای سر در اماکن عمومی و تجاری.
11. طراحی دکوراسیون داخلی برای بخش‌های دولتی و عمومی.
12. طراحی مبلمان شهری اماکن.